# يللي بجمالك (ألبوم)
ياللي بجمالك هو ألبوم للفنان التونسي صابر الرباعي.

## قائمة الأغاني
- أرجع لحبك  - 6:01
- أنا إخترتك  - 4:27
- الأم  - 6:31
- سلطان هواك  - 4:52
- عسليه  - 4:57
- لو حان وقتك  - 5:51
- ياللي بجمالك  - 5:12